# Célestin Manalt
Célestin Manalt, né Joseph Célestin Isidore Manalt à Perpignan (Pyrénées-Orientales) le 22 octobre 1867 et mort, dans la même ville, le 25 mai 1942, est un sculpteur français.

## Biographie
Célestin Manalt est d'abord ouvrier tapissier, puis luthier et violoniste, avant de se tourner vers la sculpture et tardivement à la peinture au début du XXe siècle.
Il participe au Groupe d’action d’art en 1908, avec les poètes  Lucien Banville d'Hostel, Gabriel-Tristan Franconi, Roger Dévigne (alias George-Hector Mai), Bernard Marcotte, André Colomer (qui le rencontre à Perpignan), Fernand Locsen, le peintre André de Székély, l'acteur Louis Jouvet…

## Expositions
Il a participé aux expositions suivantes :
- 1909 : expose dans le grand magasin Aux Dames de France de Perpignan, sur la place de Catalogne, non loin de son atelier
- 1911 : participe à l’Exposition artistique des Amis du Musée, à Perpignan, au Café du Square avec Le Doute
- 1917 : participe à l’exposition collective des Artistes Français à Barcelone aux côtés de Louis Delfau, Gustave Violet et Raymond Sudre et expose aux Galeries Laietanes à Barcelone avec L’Enfant à la source, Homme au marteau, Protection, La Douleur, L’Hiver de la vie
- 1919 : expose trente statues à la salle Arago, à Perpignan, dont La Fuite, La Mère, L’Exode, Le Jeune captif, Le Méprisé, L’Hiver de la vie, L’Enfant aux cymbales.
- 1921 : expose à la salle Arago, à Perpignan.
- 1923 : participe au Salon des Indépendants, à Paris, avec plusieurs œuvres (La Pieta, L'Abandonné, l'Enfant à la source)
- 1924 : participe au Salon des Indépendants avec Les Suppliantes
- 1925 : participe au Salon des Indépendants et présente les plâtres de Les Suppliantes, L’Homme qui cherche la lumière, La Pietà, la maquette du Monument aux Morts pour Perpignan, quelques statuettes comme Joueur de flûte, Pan, Chemineau et de petits bas-reliefs à la salle Arago
- 1926 : participe au Salon d’Automne organisé par la Colla del Rosselló avec un bas-relief intitulé La Colla
- 1928 : expose des bas-reliefs, des statuettes, des figurines, et pour la première fois des peintures ainsi qu’un petit violon à la salle Arago, exposé au Musée Hyacinthe-Rigaud de Perpignan
- 1929 : participe à la 20e manifestation des Artistes Méridionaux à Toulouse
- 1930 : expose à la Galerie Campistro
- 1944 : participation à titre posthume au Salon d’automne Velmanya
- 1946 : présentation de sculptures à titre posthume dans le cadre du Premier Salon d’Art Catalan à Paris avec L’Homme à l’épine
- 1955 : Exposition rétrospective Célestin Manalt à la salle Arago

## Œuvres

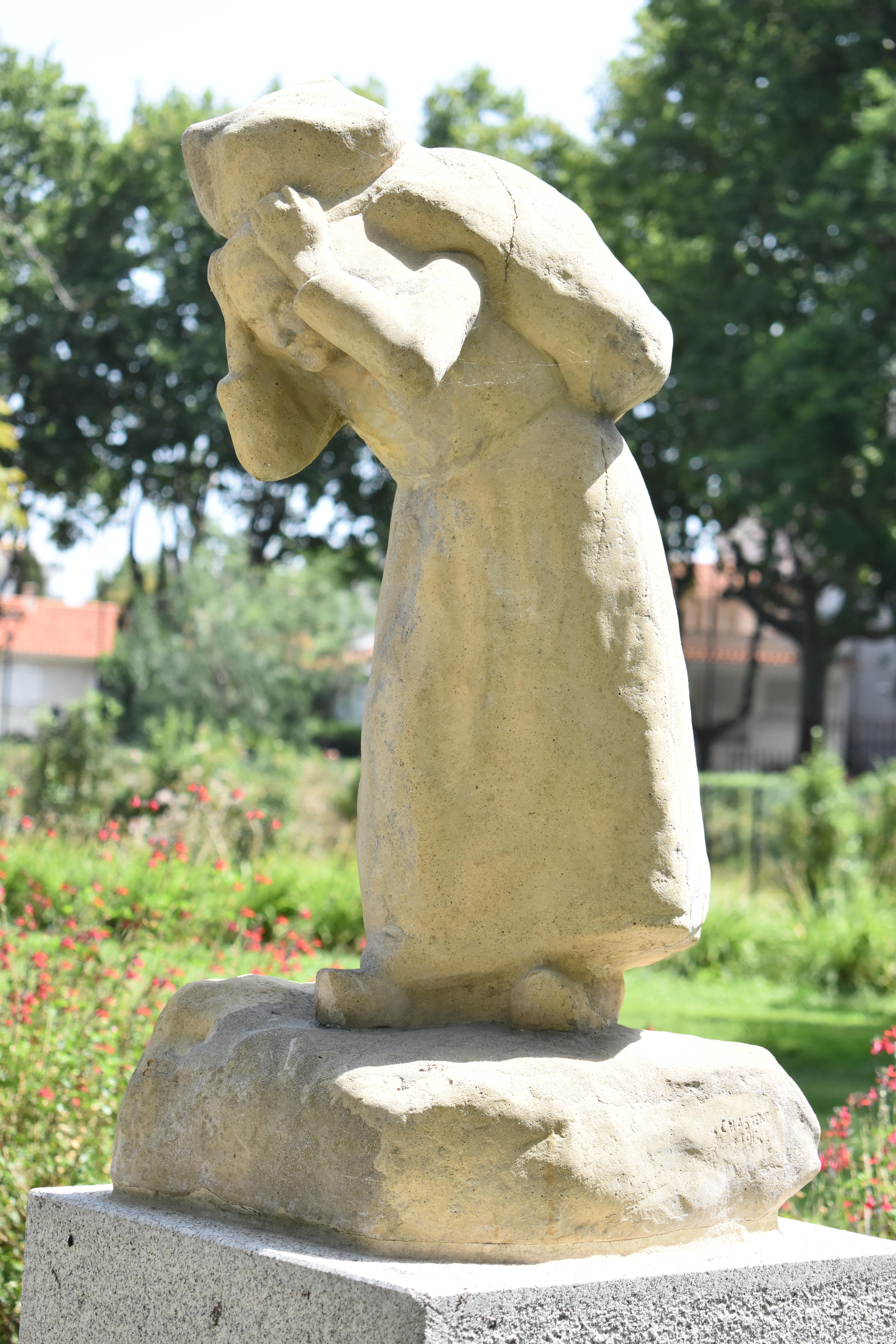
Vieille femme portant un fardeau (1913) au square Bir-Hakeïm de Perpignan.

Ses œuvres les plus connues sont sans doute : Le Méprisé (1904), Le Doute, L'Effort, La Prostituée, Le Mendiant, L'Homme et la Terre, Violoncelliste...
Un bon nombre de ses œuvres est exposé dans les rues de Perpignan, notamment dans le square Bir-Hakeïm et la promenade des platanes, comme Le méprisé, mais aussi sur la place qui porte son nom : Le Solitaire ou encore sur la place du Pont d'en Vestit : L'enfant aux cymbales (1915), faisant le lien sur le chemin entre le musée Hyacinthe-Rigaud et le Centre d'Art Contemporain Walter-Benjamin.
On trouve également La Pietà au cimetière de l'ouest.